# José Maluquer y Salvador
José Maluquer y Salvador (Granollers, 1863-Madrid, 1931) fue un jurista español, uno de los grandes fundadores de los seguros sociales en España.

## Biografía
Nació el 1 de marzo de 1863 en Granollers en el seno de una familia de la burguesía catalana muy ligada al mundo del Derecho y la política; su abuelo, Josep Maluquer i Montardit, fue alcalde de Barcelona y su padre, José Maluquer de Tirrell, y su tío, Eduardo Maluquer de Tirrell, fueron diputados de las Cortes y senadores. 
Debido a la actividad política de su padre, creció en Madrid y estudió allí en el colegio San Isidro y se licenció en Derecho en la Universidad Central donde realizó también el doctorado.
Fue profesor auxiliar en la Facultad de Derecho de la Universidad Central. Tuvo su primer contacto con el mundo del seguro, en la sociedad La Equitativa, de la que fue su secretario, primero en Barcelona y posteriormente en Madrid. En la Real Academia de Jurisprudencia y Legislación, ejerció como secretario general y vicepresidente.
En 1903, fue nombrado vocal de Instituto de Reformas Sociales, que tenía como objeto el análisis de temas de carácter social y laboral y la preparación de proyectos legislativos en esa materia. Ese mismo año, el Instituto le encargó una ponencia acerca de la creación de una Caja Nacional de Seguro Popular, en cuyo proyecto figuraban las líneas maestras  del Instituto Nacional de Previsión, que con el tiempo se transformó en el Instituto Nacional de la Seguridad Social.
En 1908, se creó el Instituto Nacional de Previsión, del que fue nombrado consejero de su patronato y posteriormente ocupó durante muchos años el cargo de consejero delegado, en cuyo ejercicio desempeñó una constante actividad en aras de instaurar un régimen de previsión social. Fue miembro del Instituto de Derecho Internacional. Falleció el 10 de mayo de 1931.